# Clubul Sportiv Crișana Oradea
Il Clubul Sportiv Crișana Oradea è stata una squadra di calcio rumena fondata nel 1929 e attiva fino al 1948, anno in cui si è sciolta. Negli anni trenta ha partecipato a sei edizioni del massimo campionato.

## Storia
Il club fu fondato nel 1929, anche se altre fonti riportano il 1912. Si qualificò alla fase finale della Divizia A 1930-1931 venendo però eliminato al primo turno, risultato eguagliato l'anno successivo dimostrando così la propria competitività a livello provinciale.
Con la riforma del campionato e l'istituzione del girone unico venne ammesso alla Divizia A dove rimase sei campionati consecutivi; il miglior risultato lo ottenne nel 1934-35 quando si classificò al settimo posto (su dodici squadre) con 22 punti realizzati. Fu retrocesso al termine del 1937-38 e rimase in Divizia B per due stagioni, l'ultima delle quali terminata al primo posto. Non poté essere promossa poiché a seguito del secondo arbitrato di Vienna Oradea e tutta la Transilvania passarono all'Ungheria.
Con la ripresa dei campionati, si fuse con il CFR Oradea diventando Crișana CFR Oradea e giocò in seconda serie arrivando al quarto posto nel proprio girone.
Alla fine del campionato successivo i due club si separarono: il Crișana si sciolse mentre il CFR rimase in divizia B fino al 1954 prima di essere a sua volta retrocesso e sciolto.

## Palmarès

### Altri piazzamenti
- Campionato rumeno:

Secondo posto: 1933-1934 (gruppo 1)
Terzo posto: 1932-1933 (gruppo 1)